# Staatsstraße 20 (Finnland)

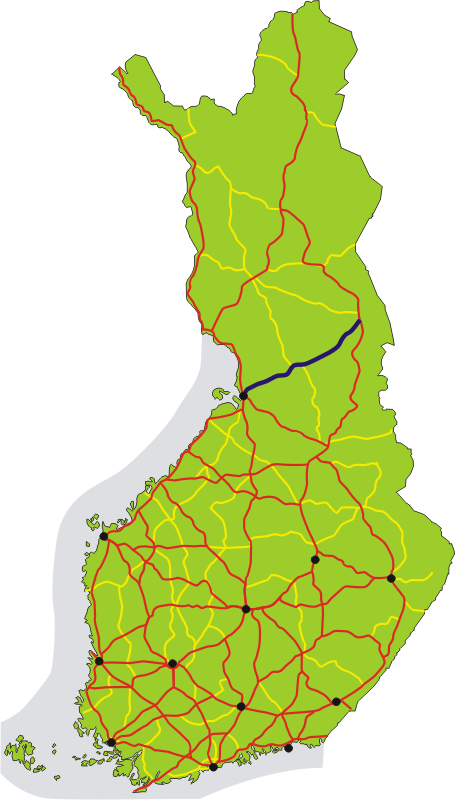
Verlauf der Staatsstraße 20

Die finnische Staatsstraße 20 (finn. Valtatie 20, schwed. Riksväg 20) führt von Oulu nach Kuusamo. Die Straße ist 218 Kilometer lang.

## Streckenverlauf

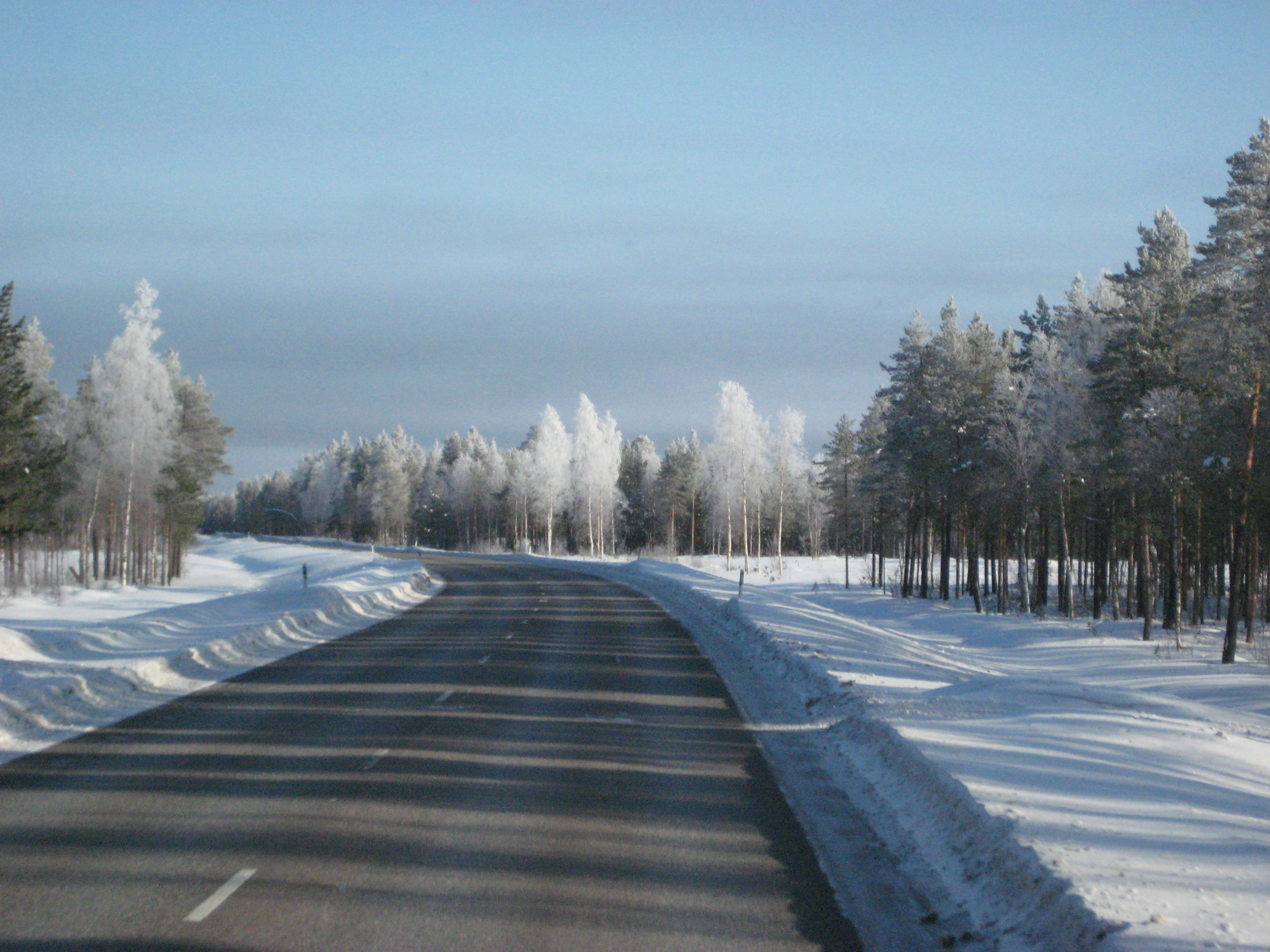
Die Straße in Pudasjärvi (2008)

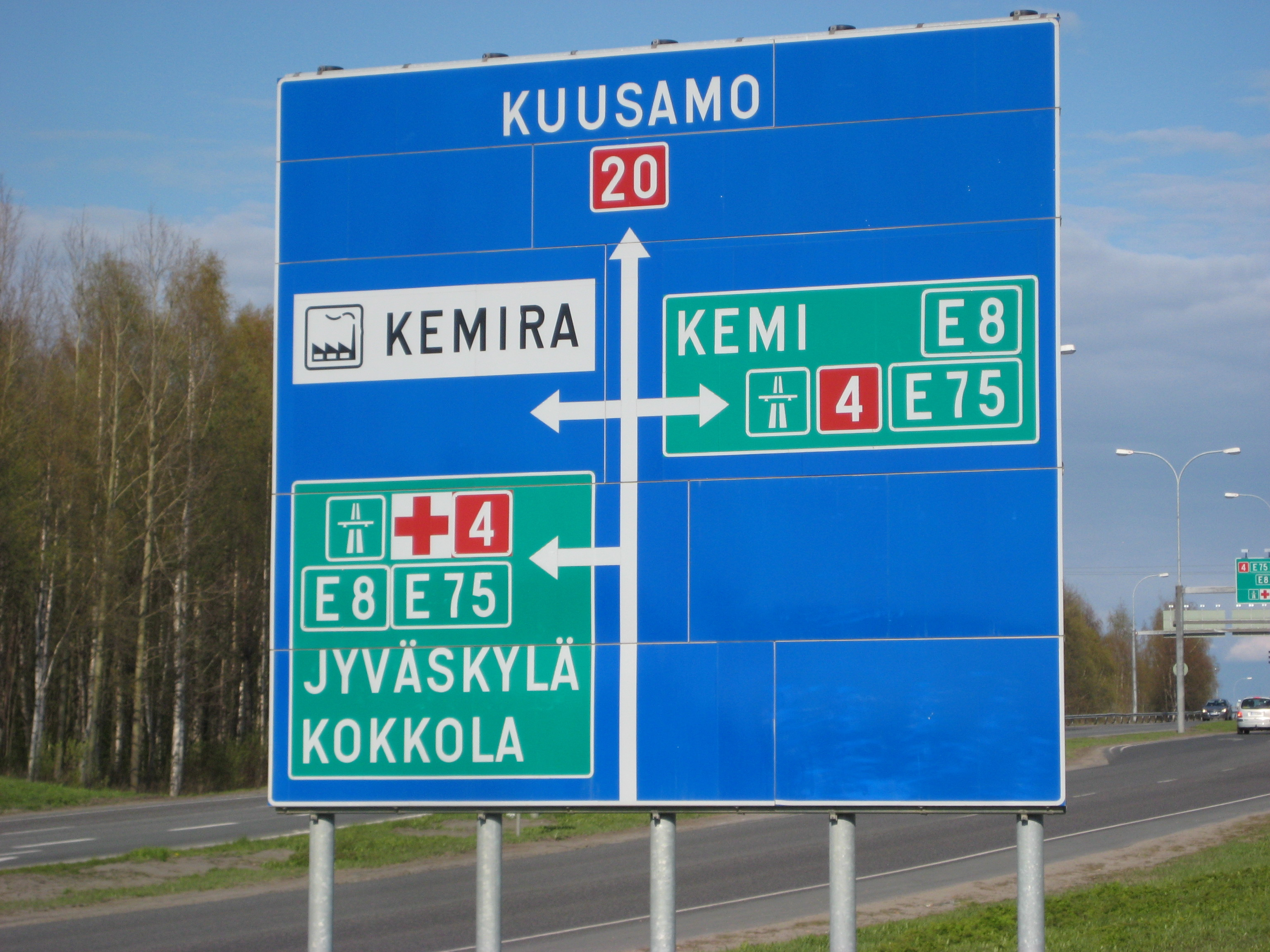
Wegweiser in Oulu

Die Staatsstraße 20 zweigt in Oulu von der Staatsstraße 4 (zugleich Europastraße 8) ab und führt dann in generell nordöstlicher Richtung über Kiiminki, Pudasjärvi und Taivalkoski nach Kuusamo, wo sie auf die Staatsstraße 5 (zugleich Europastraße 63) trifft und an dieser endet.